# Chronologie dějin Maďarů

Státní znak Maďarska

Tento článek je stručný chronologický přehled dějin Maďarů.

## 9. století
896

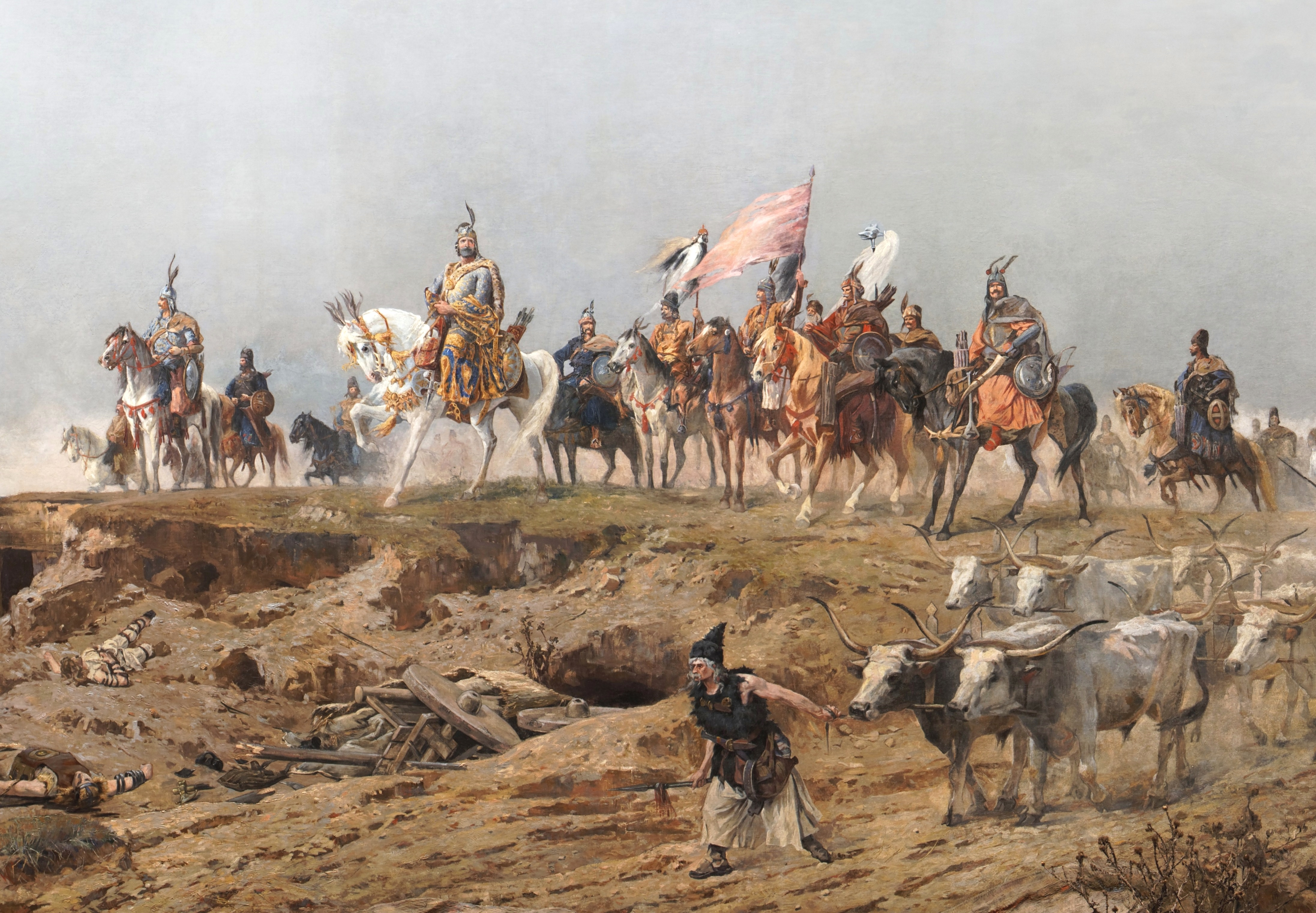
Arpád překračuje Karpaty

- Maďarské kmeny se po invazi do střední Evropy usadily v Karpatské kotlině a Arpád se stal vládcem tohoto území.

## 10. století
902 nebo 903
- Arpád poráží vojsko Velké Moravy.

kolem 948
- Část maďarských velmožů přijala křesťanství řeckého ritu

955
- 10. srpen – Bitva na Lechu.

972
- podzim – Sv. Vojtěch vyslán papežem Silvestrem II. šířit na území Uher křesťanství západního ritu

974
- Princ Vajk přijal křest a následně jméno Štěpán.

995

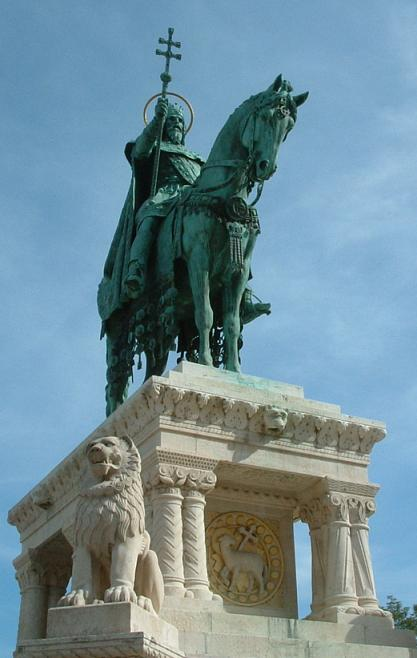
Štěpán I. Uherský

- Štěpán se oženil s Giselou Bavorskou, dcerou vévody Jindřicha II. Svárlivého a sestrou pozdějšího římského císaře Jindřicha II.

997
- Umírá kníže Gejza, na jeho místo je zvolen Štěpán, stává se tak uherským knížetem.

## 11. století
1000
- Štěpán I. Uherský se během vánočních bohoslužeb nechal korunovat, se souhlasem císaře Oty III., korunou, již mu údajně poslal sám papež, „apoštolským“ králem. Stál se tak prvním králem Uherského království.

1038
- 20. srpen – Umírá zakladatel Uherského království Štěpán I. Uherský. Nastupuje syn jeho sestry, Benátčan Petr Orseolo.

1044
- 5. červenec – bitva u Ménfő – Samuel Aba poražen říšskými vojsky, Petr Orseolo dosazen zpět na trůn

1045
- 26. květen – Petr Orseolo skládá lenní přísahu ve Stoličném Bělehradě, přijímá Uhry v léno od Jindřicha III.

1046
- Petr Orseolo zajat poblíž Zámoly pohanskými povstalci a oslepen, brzy nato umírá

1051–1052
- Snaha císaře Jindřicha III. podmanit si uherské země byla zastavena v pahorkatině Vértés, kde byla jeho vojska poražena uherskými vojsky, v roce 1052 byla zastavena jeho flotila poblíž dnešní Bratislavy, když byly jeho lodě potopeny muži krále Ondřeje I.

1053
- Uzavřeno spojenectví proti císaři mezi Ondřejem I. a odbojným bavorským vévodou Konrádem

1058
- Korunovace pětiletého Šalamouna, syna Ondřeje I., uherským králem ve Stoličném Bělehradě

1060
- Vpád polských vojsk podporujících Ondřejova mladšího bratra Bélu, Ondřej i s německou posilou poražen u řeky Tisy, zemřel na útěku do Říše po pádu z koně

1063
- 11. září – Béla I. zemřel během tažení proti výpravě Jindřicha IV. a Vratislava II. na následky zranění utrpěných při pádu konstrukce několik dní před tím, na trůn dosazen Šalamoun

1064
- 20. červen – Györský mír mezi synem Ondřeje I., králem Šalamounem, a synem Bély I., Gejzou, který získal za pomoci polských nájezdníků Boleslava Smělého obsadil nitranský úděl

1074
- 26. únor – Bitva u Kemeje – Gejzova družina poražena vojskem krále Šalamouna, který porušil mír sjednaný předchozího roku
- 14. březen – Bitva u Mogyoródu – Gejzovi lidé, posílení Čechy a Poláky, rozdrtili královská vojska Šalamouna I., Gejza se stal králem
- srpen – Vpád vojsk Jindřicha IV. na podporu Šalamouna, který se po sesazení udržel v dnešní Bratislavě

1076
- Vojsko pod velením Ladislava, bratra nemocného Gejzy I., se pokusilo dobýt Bratislavu, ale Šalamoun je odrazil a vládl z ní až do roku 1081

1077
- 25. duben – Ladislav uherským králem po smrti svého bratra Gejzy I.

1083
- Kanonizace krále Štěpána I., jeho syna Imricha a biskupa Gellerta

1091
- Ladislavem připojena k Uherskému království část Chorvatska, konkrétně Slavonie.

1095
- Vpád polských vojsk do Uher pod velením Gejzova syna, Ladislavova synovce, Kolomana
- Smrt Ladislava při přípravě tažení do Českého knížectví, Koloman uherským králem

1096
- Uherská vojska musela rozehnat vraždící a loupící houfy lidové křížové výpravy z Porýní
- počátek října – První oddíly francouzských křižáků vedených Godefroyem z Bouillonu na hranici země, jeho bratr Balduin jako rukojmí na uherský dvůr, aby zaručil bezpečný průchod křížové výpravy Uhrami

## 12. století
1102
- Utvořena personální unie s Chorvatskem, připojeny zbylé části Chorvatska.

1113
- Král Koloman dal po šestém spiknutí proti sobě oslepit svého mladšího bratra Álmoše a jeho nejstaršího syna Bélu

## 13. století
1272–1285
- vydání kroniky Gesta Hunnorum et Hungarorum

1278
- 26. srpen – Bitva na Moravském poli.

## 14. století
1301
- 14. leden – Arpádovská dynastie vymírá po meči.

1308
- Na trůn nastupuje Karel I. Robert z dynastie Anjouovců.

1387
- Zikmund Lucemburský se stává uherským králem.

## 15. století
1458

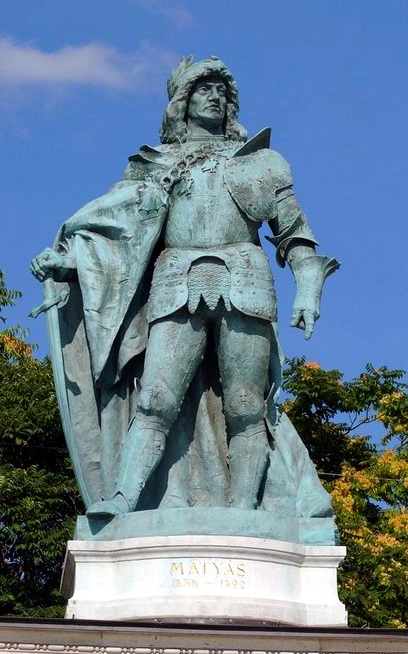
Matyáš Korvín

- Matyáš Korvín zvolen uherským králem.

1490
- 6. duben – Matyáš Korvín zavražděn ve Vídni. Nástupcem se stává Vladislav Jagellonský.

## 16. století
1526
- 29. srpen – Bitva u Moháče, umírá král Ludvík Jagellonský.
- 16. prosinec – Uherské království se společně s Českým královstvím stává součástí Habsburské monarchie.

1527
- Vypuká válka Ferdinandem I. a Janem Zápolským o vládu nad Uherskem.

1541
- Uhersko ztrácí území ve prospěch Osmanské říše.

## 17. století
1691
- Dochází k opětovnému sjednocení Uherska připojením Sedmihradska.

## 18. století
1718
- Dobytím posledních území v jihovýchodním Maďarsku od Turků je dokončeno sjednocení Uher. Uherské království je spojeno personální unií s Českým královstvím a dědičnými habsburskými zeměmi.

## 19. století
1848

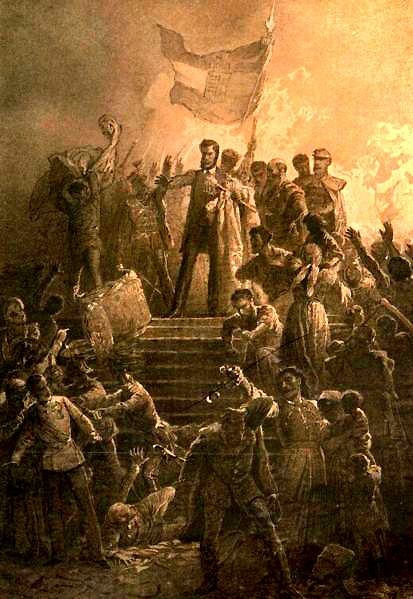
Sándor Petőfi recituje Nemzeti dal dne 15. března 1848 při vystoupení lidu v Pešti.

- 11. březen – Formou petice bylo vypracováno 12 revolučních požadavků maďarského národa.
- 15. březen – Vystoupení lidu v Pešti, počátek Maďarské revoluce a boje za nezávislost 1848 – 1849.
- 29. září – Maďarská armáda porazila vojska chorvatského bána Josipa Jelačiće u Pákozdu.
- 2. prosinec – Na rakouský trůn nastupuje František Josef I., v Uhersku však není uznán.

1849
- 14. duben – V Debrecínu vyhlášena detronizace Habsburků.
- 13. srpen – Bitva u Világose, maďarská armáda pod vedením Artura Görgeye kapitulovala.

1867
- únor – dochází k Rakousko-Uherskému vyrovnání.

1896
- Oslavy Milénia, 1000 let od příchodu Maďarů do současné vlasti.

## 20. století
1914
- 28. červen – V Sarajevu byl spáchán atentát na následníka rakousko-uherského trůnu Františka Ferdinanda d'Este
- 28. červenec – Rakousko-Uhersko vyhlašuje válku Srbsku, vypuká první světová válka.

1916
- 21. listopad – Umírá císař František Josef I. na jeho místo nastupuje Karel I.

1918
- 30. říjen a 31. říjen – Astrová revoluce.
- 1. listopad – Karel I. zprostil uherskou vládu přísahu věrnosti.
- 11. listopad – Kapitulací Německa končí první světová válka.
- 16. listopad – Byla vyhlášena První Maďarská republika. (Tímto dnem končí dějiny Uherska a začínají dějiny novodobého Maďarska)

1919
- 21. březen – K moci se dostávají komunisté je vyhlášena Maďarská republika rad (MRR).
- 16. duben – Začala ofenzíva Rumunského království proti MRR.
- 27. duben – Začala ofenzíva ČSR proti MRR.
- 1. srpen – MRR předává vládu sociálním demokratům.
- 16. listopad – Miklós Horthy vstoupil v čele národní armády do Budapešti.

1920

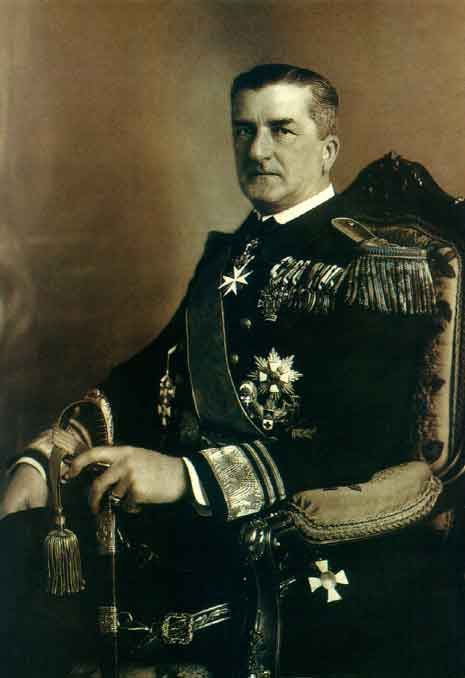
Miklós Horthy jako regent Maďarského království ve věku 75 let.

- 1. březen – Bylo vyhlášeno novodobé Maďarské království, jeho regentem se stal Miklós Horthy.
- 14. duben – Předsedou vlády je zvolen István Bethlen.
- 4. červen – Došlo k podepsání Trianonské smlouvy, Maďarsko ztrácí 71,5% území bývalých Uher.

1921
- 22. říjen – „Královská armáda“ Karla I. vyrazila vlakem na Budapešť.
- 23. říjen – Vládní vojska, pod vedením budoucího premiéra Gyuly Gömböse, porážejí armádu Karla I. u Büdaörse.
- 6. listopad – Národní shromáždění přijalo zákon o dentronizaci Habsburků.

1927
- 1. leden – Zavedena nová měna – Pengő.
- 5. duben – Byla podepsána Maďarsko-Italská smlouva o vzájemném přátelství a spolupráci.

1929
- Maďarské království zasahuje Velká hospodářská krize.

1930

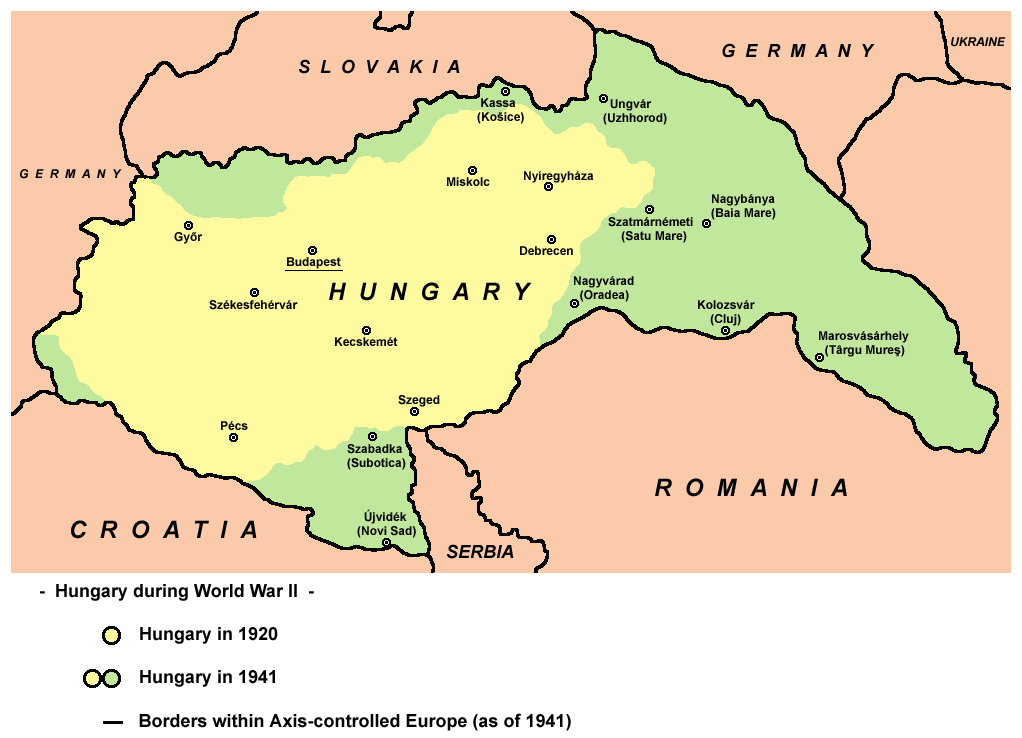
Územní rozsah Maďarského království během druhé světové války:
Maďarské území po roce 1918.
Území získané roku 1941.

- 1. září – Nespokojenost obyvatel s hospodářskou krizí vyvrcholila masovou demonstrací v Budapešti, která byla potlačena střelbou policejních sborů.

1932
- 1. říjen – Předsedou vlády se stal pravicový extrémista Gyula Gömbös.

1938
- 20. srpen – V Maďarském království se konaly velkolepé oslavy u příležitosti 900. výročí smrti krále Štěpána I. Uherského.
- 2. listopad – Na základě První vídeňské arbitráže získalo Maďarské království území jižního Slovenska obydlené především Maďary a část Podkarpatské Rusi.

1939
- 1. září – Začátek druhé světové války, útoku Třetí říše na Polsko se Maďarské království nezúčastnilo.

1941
- Maďarské království získává nazpět část území historických Uher, jedná se o část Sedmihradska a Vojvodiny.
- 3. duben – Premiér Pál Teleki spáchá demonstrativní sebevraždu.

1942
- 9. březen – Premiérem byl jmenován Miklós Kállay.

1944
- 19. březen – Operace Margarethe, přímá okupace Maďarského království německou armádou.
- 15. květen – Z Maďarského království odjíždí první transport Židů do Osvětimi.
- 15. říjen – Miklós Horthy vyhlásil ukončení bojů o den dříve než bylo se Spojenci ujednáno.
- 16. říjen – Horthymu je odebrána funkce regenta Maďarského království, vůdce Šípových křížů Ferenc Szálasi zřizuje Vládu národní jednoty.
- 22. prosinec – Fronta národního osvobození ustavuje v Debrecínu prozatímní vládu v čele s Bélou Miklósem.

1945
- 20. leden – Prozatímní vláda podepsala v Moskvě příměří se Spojenci.
- 13. únor – Po těžkých bojích byla Budapešť dobyta vojsky Rudé armády.
- 4. duben – Rudá armáda dovršila osvobození Maďarského území.
- 8. květen – S kapitulací Třetí říše zaniká i existence Maďarského státu.

1946
- 1. únor – Byla vyhlášena Druhá Maďarská republika.
- 1. srpen – Zavedena nová měna – Forint.

1948
- 12. červen – Došlo ke sloučení MKP a MSZDP do jednotné Magyar Dolgozók Pártja (Maďarská strana pracujících).

1949
- 15. červen – Vynesení rozsudku trestu smrti ve vykonstruovaném procesu nad László Rajkem.
- 15. srpen – Byla vyhlášena Maďarská lidová republika.
- 20. srpen – Národní shromáždění přijalo zákon o nové ústavě.
- 15. říjen – László Rajk popraven.
- 10. prosinec – Vyhlášení prvního pětiletého plánu.
- 28. prosinec – Znárodnění všech podniků s více než 10 zaměstnanci a se zahraničním kapitálem.

1953
- Po smrti Stalina v březnu 1953 obvinilo nové vedení Sovětského svazu Mátyáse Rákosiho z podpory kultu osobnosti novým premiérem se stal Imre Nagy.

1955
- 9. březen – Mátyás Rákosi jménem ÚV Magyar Dolgozók Pártja obvinil Imre Nagye z revizionizmu, protisocialistického nacionalismu a za špatnou hospodářskou situaci v zemi.
- 18. duben – Imre Nagy byl po jednotném hlasování Národního shromáždění sesazen ze svého postu.

1956

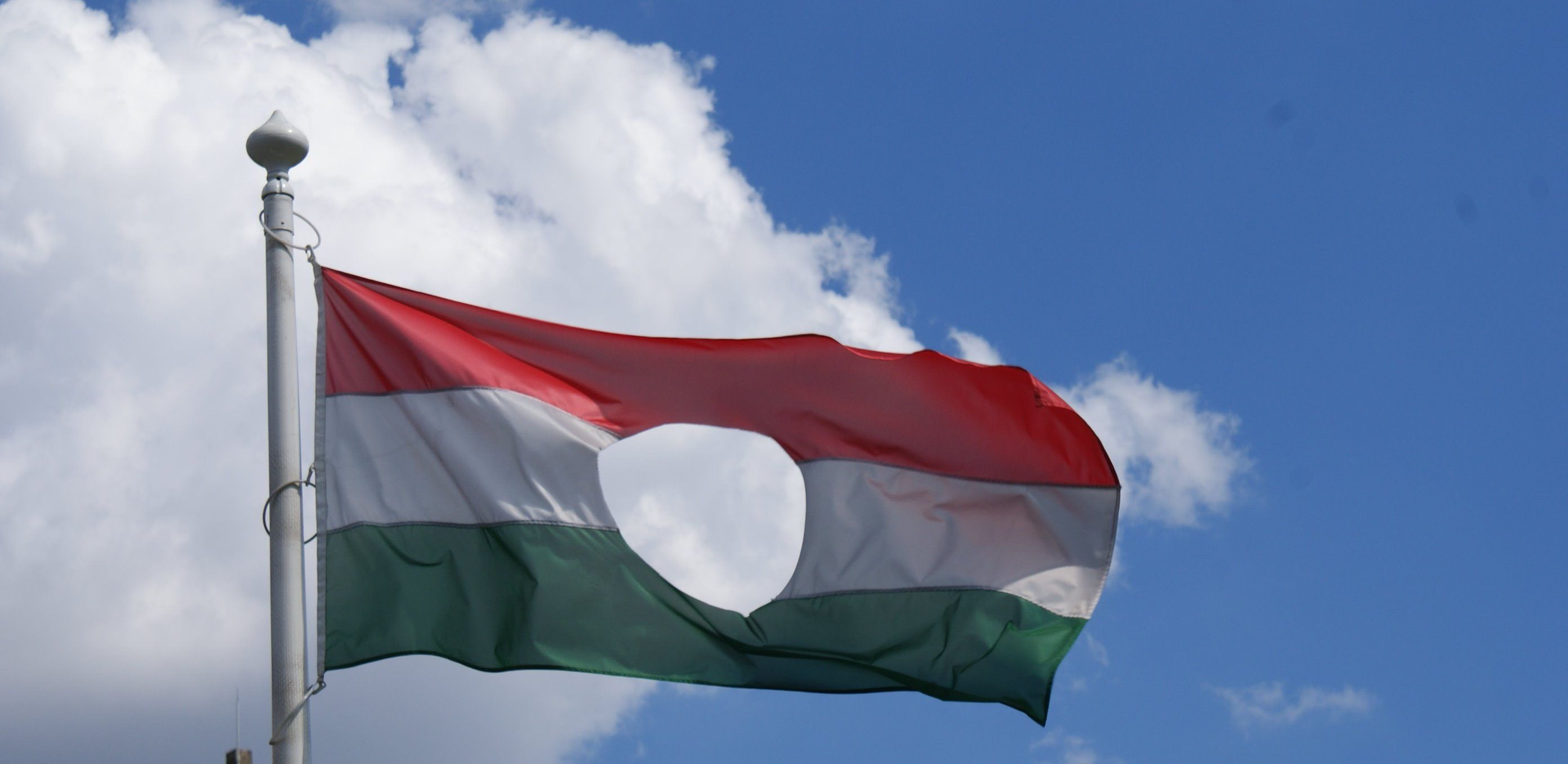
Vlajka s vystřiženým státním znakem obsahujícím rudou hvězdu se stala symbolem povstání.

- 18. červenec – Mátyás Rákosi je zbaven předsednictví Magyar Dolgozók Pártja (Maďarská strana pracujících).
- 6. říjen – Došlo k přeložení ostatků László Rajka popraveného Rákosiho režimem.
- 23. října – Vypukají první boje Maďarů se sovětskými vojsky, počátek Maďarského povstání.
- 28. říjen – Sovětský svaz přistupuje na požadavky vlády Imre Nagye a stahuje z Maďarska svou armádu.
- 31. říjen – V Sovětském svazu se rozhodlo o invazi do Maďarska.
- 1. listopad – Hranice Maďarska překročili první okupační jednotky Sovětského svazu.
- 2. listopad – Z Maďarské strany pracujících se vytváří Maďarská socialistická dělnická strana.
- 4. listopad – Sovětské tanky obsazují Budapešť.
- 10. listopad – Ustal ozbrojený odpor Maďarů, zvedla se vlna zatýkaní.
- 22. listopad – Imre Nagy zatčen.

1957
- 26. únor – Do funkce Generálního tajemníka MSZMP zvolen János Kádár.

1958
- 16. červen – Imre Nagy, jeho poradce Miklós Gimes a ministr obrany Pál Maléter jsou v Budapešti popraveni.

1966
- Ústřední výbor zavedl tzv. Nový ekonomický mechanismus.

1968
- 21. srpen – Vojska Maďarské lidové republiky se pod výhrůžkou vyhlášení stanného práva musela účastnit invaze do ČSSR.

1987
- 27. září – Vznikla politická strana Magyar Demokrata Fórum (Maďarské demokratické fórum).

1988
- 30. březen – Vznikla politická strana Fiatal Demokraták Szövetsége (Svaz mladých demokratů).
- 22. květen – Z funkce Generálního tajemníka MSZMP je odvolán János Kádár a nahrazen Károly Grószem.
- 13. listopad – Vznikla politická strana Szabad Demokraták Szövetsége (Svaz svobodných demokratů).
- 24. listopad – Novým premiérem se stal Miklós Németh.

1989
- leden – Došlo k rozhodnutí ústředního výboru MSZMP, inspirované Imre Pozsgaym, které potvrdilo, že povstání v roce 1956 nebylo kontrarevolucí nýbrž lidovým povstáním.
- 16. červen – Přesně po 31 letech od popravy, se v Budapešti na Hősök tere, za účasti 300 000 lidí, konal jedenáctihodinový pohřeb Imre Nagye se všemi poctami.
- 6. červenec – Ve stejný den, kdy je rehabilitován Imre Nagy, umírá János Kádár.
- 18. září – Byla podepsána dohoda opozice s MSZMP, v níž bylo zdůrazněno odhodlání vytvořit právní a politické podmínky pro přechod k pluralitní demokracii a k vládě práva a překonat vleklou společensko-hospodářskou krizi.
- 7. říjen – Z MSZMP vznikla nová politická strana – Magyar Szocialista Párt v čele s Rezső Nyersem.
- 23. říjen – V den výročí Maďarského povstání, prozatímní prezident Mátyás Szűrös z balkónu Országházu slavnostně vyhlašuje Třetí Maďarskou republiku.

1990
- 25. březen – Koná se první kolo prvních svobodných voleb po 43 letech.
- 8. duben – Druhé kolo voleb, jasně vítězí pravicové MDF se ziskem 164 mandátů.
- 2. květen – Úřadu prezidenta republiky se ujal Árpád Göncz.
- 16. květen – Do úřadu předsedy vlády nastoupil József Antall.
- 3. července – Národním shromáždění přijalo současný státní znak.

1991
- 15. únor – Došlo k uzavření smlouvy o přátelství a spolupráci ČSFR, Polska a Maďarska, známou dnes jako Visegrádská čtyřka.
- 25. únor – Rozpuštění Varšavské smlouvy.
- 19. červen – Maďarsko opouštějí poslední vojska Sovětského svazu.

1993
- 1. březen – Vznik CEFTA – Středoevropská zóna volného obchodu.

1994
- 8. květen a 29. květen – Konají se druhé svobodné volby, vítězí MSZP, premiérem se stává Gyula Horn.

1998
- 10. květen a 24. květen – Konají se třetí svobodné volby, vítězí Fidesz, premiérem se stává Viktor Orbán.

1999
- 12. březen – Maďarsko se společně s Českou republikou a Polskem stává členem NATO.

## 21. století
2000
- 4. srpen – Prezidentem republiky se stal Ferenc Mádl.

2001
- 19. červen – Přijetí Krajinského zákona, který dává Maďarům žijícím mimo území Maďarska stejná práva, jako mají občané Maďarské republiky.[1]

2002
- 7. květen a 21. květen – Konají se čtvrté volby od roku 1990, vítězí koalice Fidesz-MDF, vládu však sestavuje MSZP a SZDSZ, premiérem se stává Péter Medgyessy.

2003
- 12. duben – V referendu o vstup Maďarska do Evropské unie hlasovalo pro 83,76% oprávněných voličů.[2]

2004
- 1. květen – Společně s dalšími devíti zeměmi, včetně ČR, se Maďarsko stává členem Evropské unie.

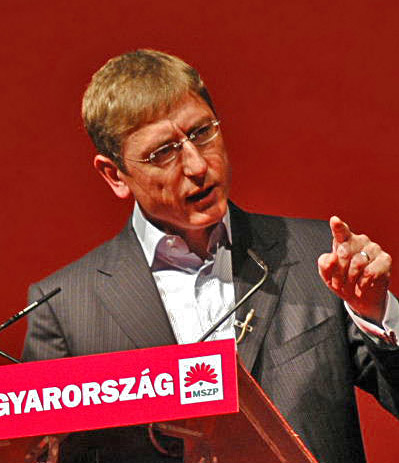
Ferenc Gyurcsány (MSZP)

- 29. září – Ferenc Gyurcsány se stal šestým premiérem Maďarské republiky.

2005
- 7. červen – Prezidentem republiky zvolen nestraník László Sólyom.
- 5. srpen – László Sólyom nastoupil do úřadu prezidenta republiky.

2006
- 9. května a 23. května – Konají se páté svobodné volby, vítězí MSZP, premiérem zůstává Ferenc Gyurcsány.
- 17. září – Na veřejnost se dostala audionahrávka z neveřejného povolebního projevu premiéra Ference Gyurcsányho k poslancům MSZP. Následně po celém Maďarsku vypukly masivní demonstrace. Počátek Maďarského podzimu demonstrací.[3][4]
- 18. září a 19. září – Maďarsko zažívá v noci z pondělí na úterý nejintenzivnější demonstrace od roku 1989. Na slzný plyn a vodní děla policie odpověděli demonstranti házením kamenů. Později vzplanulo i několik vozů a budova státní televize.[5]
- 24. září – Na Kossuthově náměstí před budovou Országházu protestovalo více než třicet tisíc Maďarů už šestou noc za sebou.[6]
- 23. říjen – Konají se další masivní demonstrace u příležitosti 50. výročí Maďarského povstání z roku 1956.[7]

2007
- 15. březen – Výročí Maďarské revoluce a boje za svobodu 1848 – 1849 nastartovalo nové demonstrace proti premiérovi Ferenci Gyurcsánymu.[8]
- 17. prosinec – Maďarští železničáři MÁV zahájili časově neomezenou stávku, krátkodobými stávkami je podpořili i učitelé, řidiči autobusů a zaměstnanci budapešťského letiště. Zemědělci svými stroji blokují silnice po celé zemi.[9]
- 21. prosinec – Maďarsko vstupuje do Schengenského prostoru. Jsou zrušeny celní kontroly na hranicích s Rakouskem, Slovenskem a Slovinskem

2008
- 22. duben – Maďarští europoslanci vystupují v Evropském parlamentu proti Benešovým dekretům.
- Podzim – Na Maďarsko dopadá Světová finanční krize.
- 16. prosinec – Městský soud v Budapešti rozpustil Maďarskou gardu.[10]

2009
- 21. březen – Maďarský premiér Ferenc Gyurcsány oznámil na sjezdu své Magyar Szocialista Párt, že hodlá podat demisi.[11][12]
- 26. březen – Jeden z prvních kandidátů na premiéra György Surányi oznámil, že se o post ministerského předsedy ucházet nebude.[13]
- 28. březen – Odstpující premiér Ferenc Gyurcsány oznámil dne svůj odstup z funkce předsedy své Magyar Szocialista Párt.[14]
- 29. březen – Na funkci premiéra byl navržen ministr národního rozvoje a hospodářství Gordon Bajnai.[15]
- 14. duben – Gordon Bajnai byl zvolen do úřadu premiéra, hlasovalo pro něj 204 z 385 poslanců především ze MSZP a SZDSZ.[16] Asi 5000 příznivců opozice se shromáždili na náměstí před parlamentem, jehož bezprostřední okolí brání policisté. Demonstranti vyzvali poslance, aby při hlasování Bajnaie nepodpořili. Vyzvali také prezidenta Lászla Sólyoma k vypsání nových parlamentních voleb.[17]
- 8. červen – Ve volbách do Evropského parlamentu vítězí Fidesz-KDNP se ziskem 14 mandátů. Na druhém místě je MSZP se 4 mandáty. Do parlamentu se dostala i krajně pravicová strana Jobbik se 3 mandáty a liberálně konzervativní MDF obhájilo svůj 1 mandát.[18][19]

2010
- 11. duben a 25. duben – Konají se šesté svobodné volby. Drtivě vítězí koalice Fidesz-KDNP, která má v parlamentu ústavní dvoutřetinovou většinu.
- 29. květen – Předseda vítězné strany Viktor Orbán se stal osmým premiérem MR.
- 29. června – Novým prezidentem Maďarské republiky byl zvolen Pál Schmitt.